# Aeroporto Internacional de Wellington
O Aeroporto Internacional de Wellington (em inglês: Wellington International Airport) (IATA: WLG, ICAO: NZWN) é um aeroporto internacional localizado em Rongotai, que serve principalmente a cidade de Wellington, capital da Nova Zelândia, sendo o terceiro mais movimentado do país, também é o hub principal da Air New Zealand, maior companhia aérea do país.